# 皮馬科二 (亞利桑那州)
皮馬科二（英語：Pimaco Two）是位於美國亞利桑那州皮馬縣的一個人口普查指定地區。根據2010年美國人口普查，該地共人口500人，而該地的面積約為11.76平方千米。

## 地理
皮馬科二的座標為31°58′00″N 110°27′59″W / 31.96667°N 110.46639°W，而該地最高點為海拔高度1248米（即4094英尺）。